# Église Saint-Michel de Herrlisheim-près-Colmar
L'église Saint-Michel est un monument historique situé à Herrlisheim-près-Colmar, dans le département français du Haut-Rhin.

## Localisation
Ce bâtiment est situé place de l'Église à Herrlisheim-près-Colmar.

## Historique
L'édifice fait l'objet d'une inscription au titre des monuments historiques depuis 2001.

## Architecture

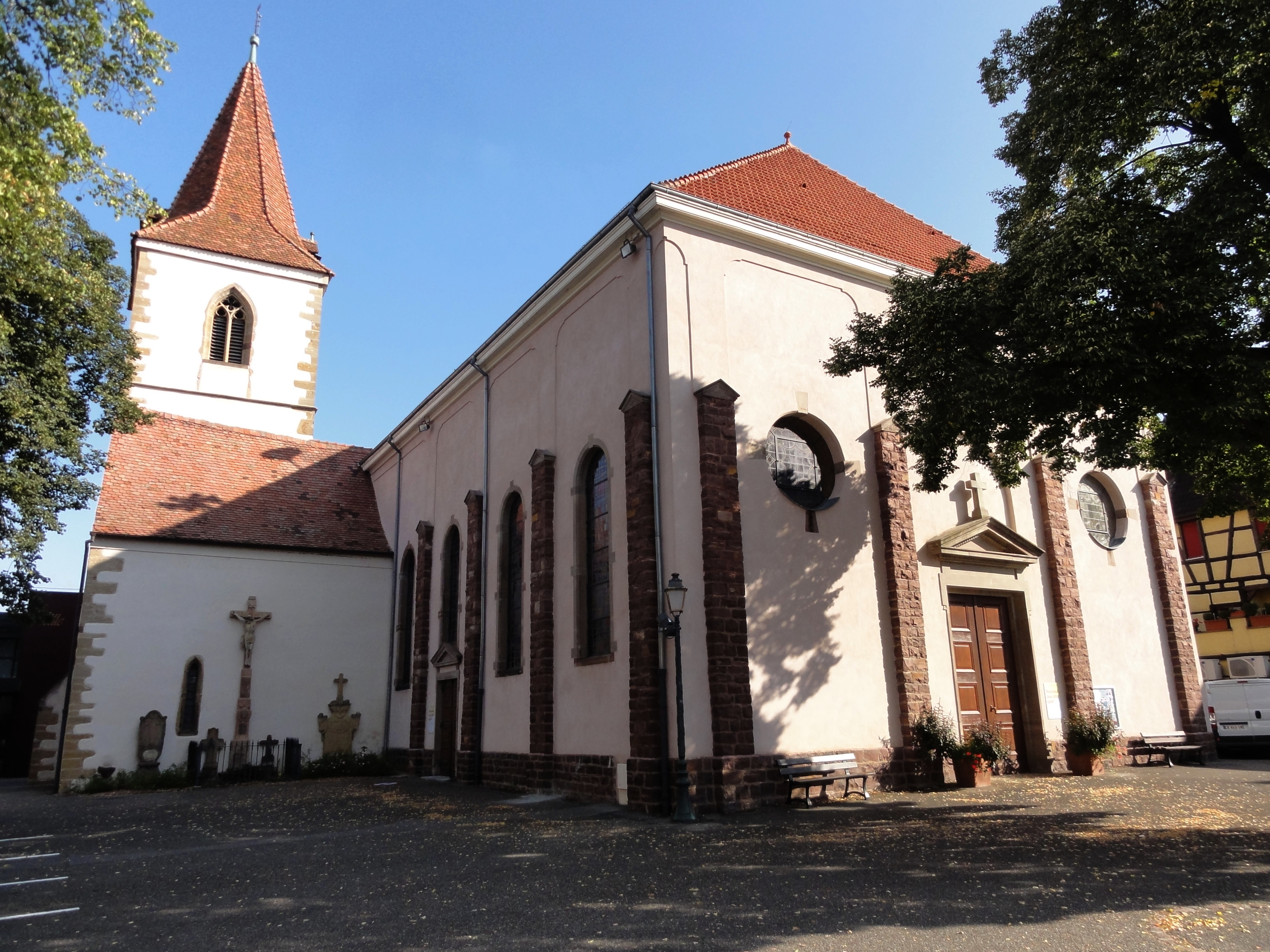
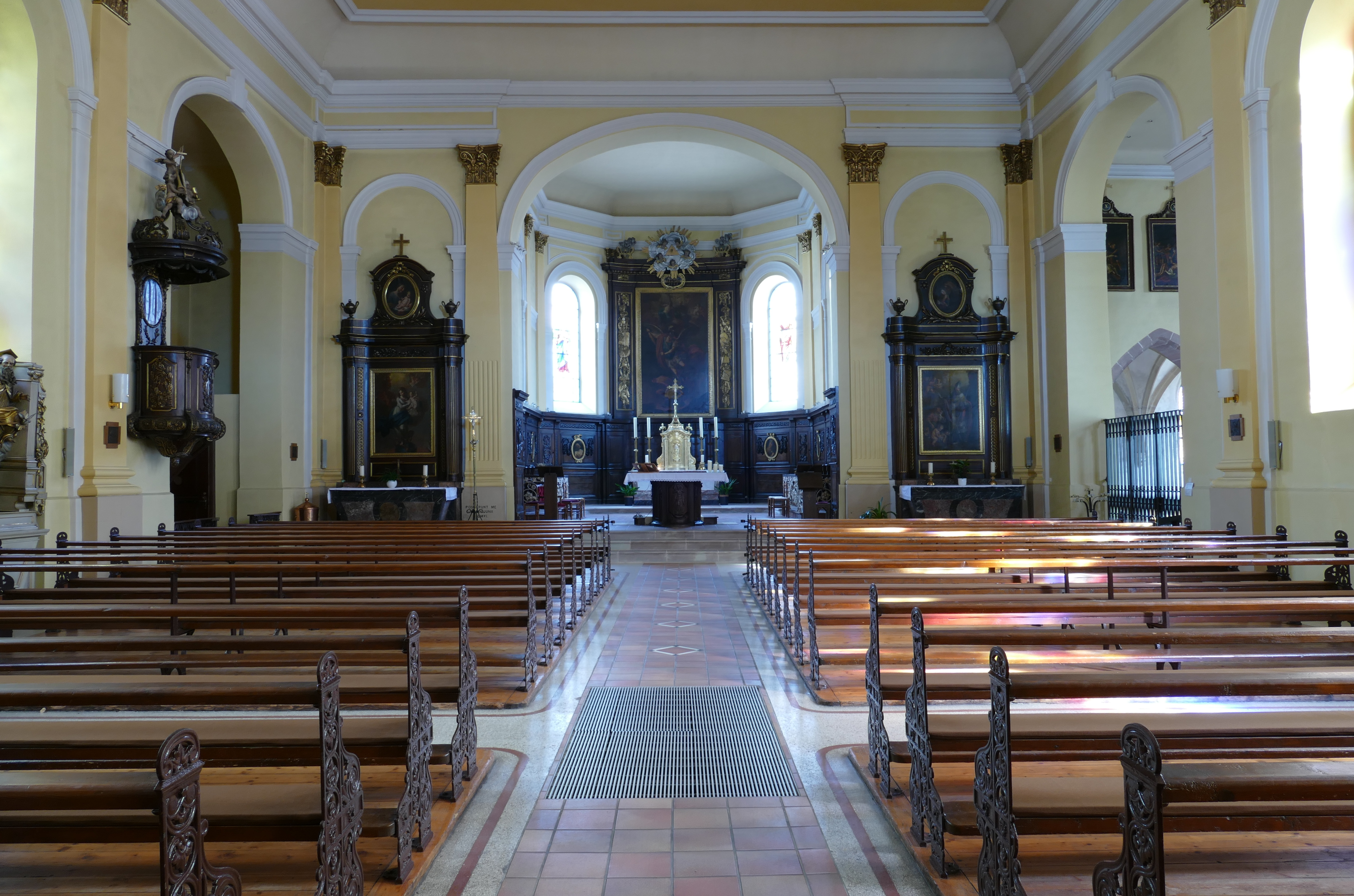
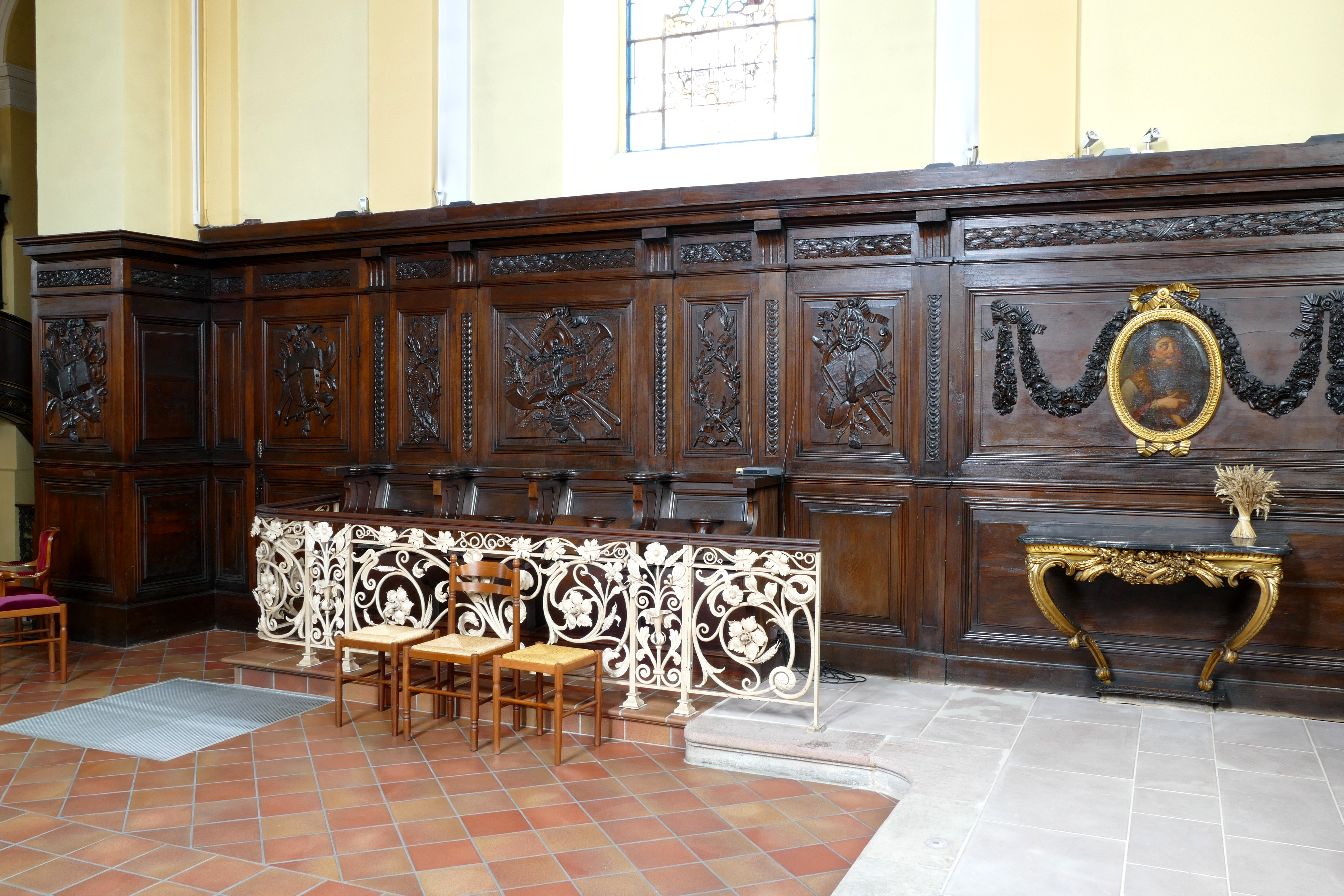
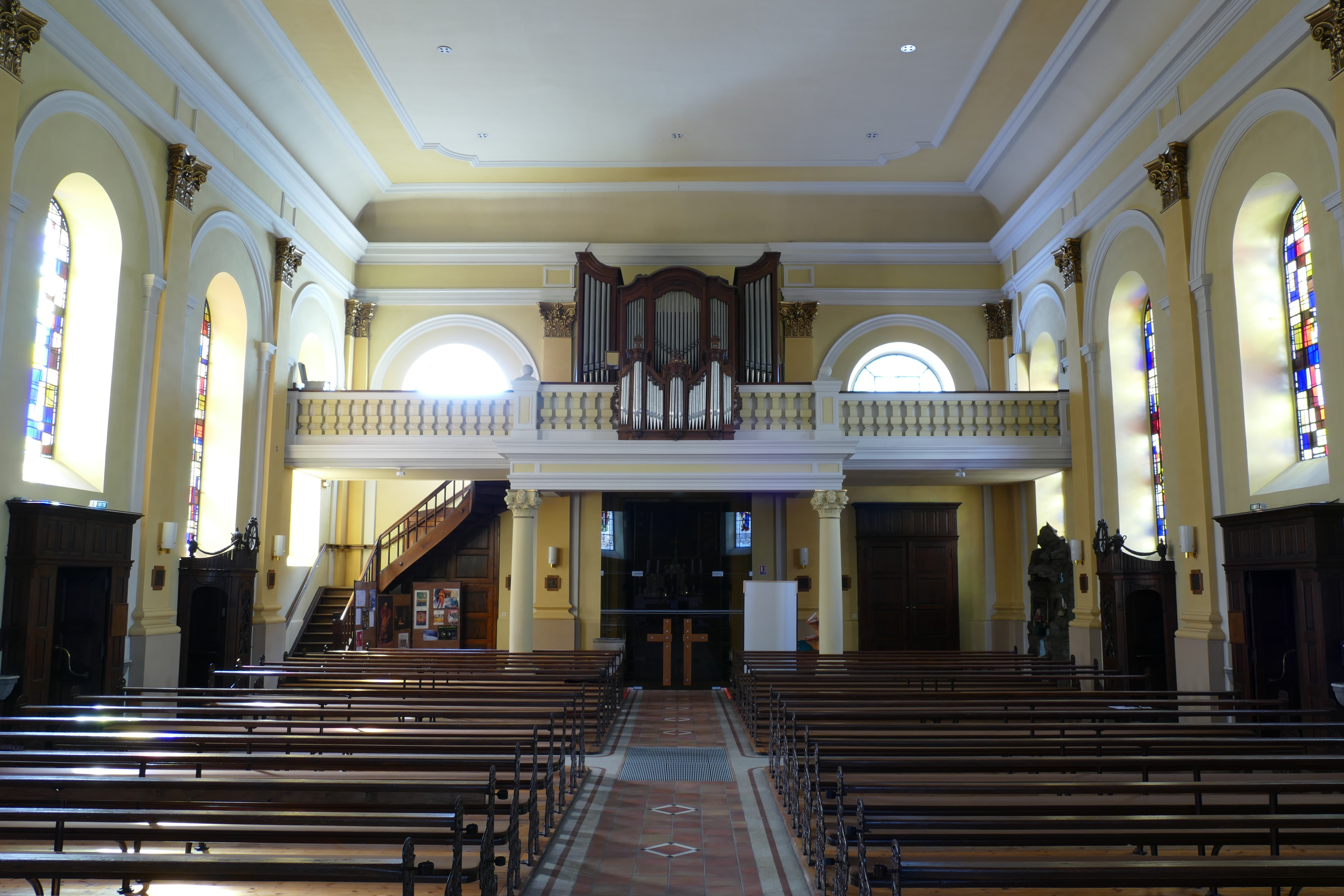
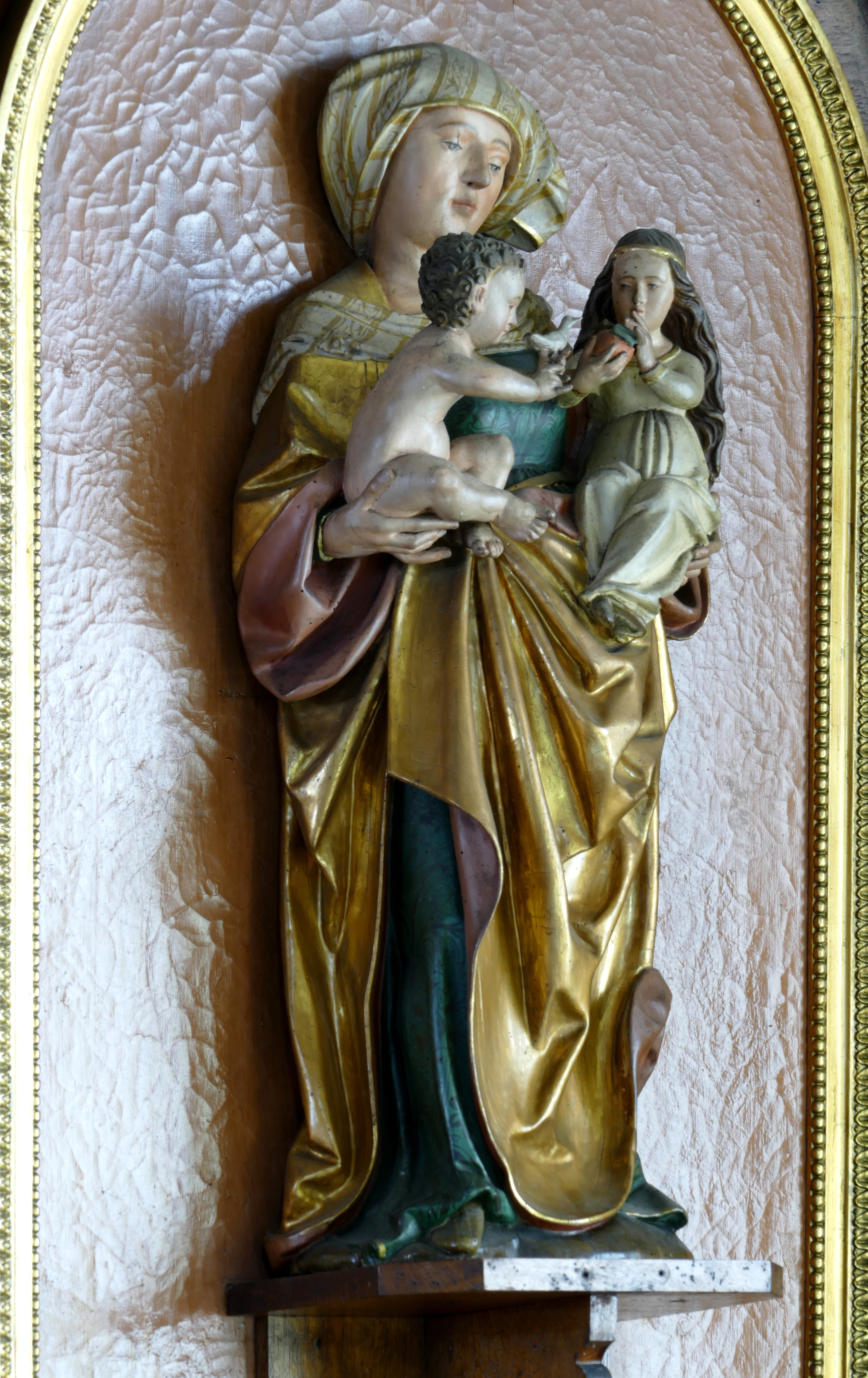